# Haemophilus pittmaniae
Espèce
Haemophilus pittmaniae est une espèce de bactéries à Gram négatif de la famille des Pasteurellaceae dans le phylum des Pseudomonadota.

## Historique
Neuf isolats dont ceux classés dans un groupe 2C de l'étude d'Hedegaard en 2001, sont classés dans une nouvelle espèce appelée Haemophilus pittmaniae grâce à des études phylogéniques supplémentaires.

## Description
Les Haemophilus pittmaniae sont des bactéries gram-négatives, non mobiles et anaérobies facultatives. Ce sont de petits bacilles pouvant devenir filamenteux sous certaines conditions. Lorsqu'elles sont cultivées 24h à 37 +C sur milieu chocolat, elles forment des colonies blanc gris de 1 à 2 mm de diamètre.

## Taxonomie
Le nom correct complet (avec auteur) de ce taxon est Haemophilus pittmaniae Nørskov-Lauritsen et al. 2005.
La souche type de cette espèce est la souche HK 85, isolée de la salive humaine, et déposée dans les banques de cultures bactériennes sous les numéros NCTC 13334 et CCUG 48703.

### Étymologie
L'étymologie de cette espèce H. pittmaniae est la suivante : pitt.man’i.ae. N.L. gen. fem. n. pittmaniae, de Pittman, nommée en l'honneur de Margaret Pittman pour ses contributions importantes à la recherche sur Heamophilus.

### Phylogénie
En 2001, Hedegaard et al. publie une étude phylogénique où il classe dans un sous-cluster numéroté 2C des bactéries du genre Haemophilus inclassables parmi les espèces existantes sur la base du séquençage du gène infB.